# Ангасолка
Ангасо́лка — посёлок при станции в Слюдянском районе Иркутской области. Входит в Култукское муниципальное образование.

## География
Расположен на Транссибирской магистрали (станция Ангасолка, ВСЖД) на левом берегу речки Правая Ангасолка в южной части Олхинского плато, в 2 км восточнее федеральной автомагистрали Р258 «Байкал», в 6 км к северо-западу от посёлка Ангасольская, находящегося на берегу Байкала. Название Ангасолка происходит от бур. онгосо — «лодка, судно».

## История
В конце 1940-х годов при строительстве новой железнодорожной линии Иркутск — Слюдянка партией Мостранспроекта, занимавшейся изысканиями каменного материала для путевого щебня, были обследованы обнажения возле дороги по левому берегу реки Правая Ангасолка. На базе этих работ было построено производство, после нескольких расширений образован Ангасольский щебёночный завод. Постоянная эксплуатация Ангасольского месторождения гранитов и пегматитов осуществляется с 1957 года. В 1949 году введена в эксплуатацию железнодорожная станция Ангасолка.
В 1960 году вблизи Ангасольского щебёночного завода и станции Ангасолка на Транссибирской магистрали был построен пристанционный посёлок, названный Ангасолкой.
С июля 2008 года Ангасольский щебёночный завод является филиалом ОАО «Первая нерудная компания», созданного на базе РЖД.

## Население
| 2002 | 2010 | 2011 | 2012 |
| ---- | ---- | ---- | ---- |
| 716  | ↘663 | ↗664 | ↗667 |